# 439-й истребительный авиационный полк ПВО
439-й истребительный авиационный полк ПВО (439-й иап ПВО) — воинская часть истребительной авиации ПВО, принимавшая участие в боевых действиях Великой Отечественной войны.

## Наименования полка
За весь период своего существования полк не менял своё наименование:
- 439-й истребительный авиационный полк ПВО[1][2].
- 439-й истребительный авиационный полк[1][2];
- Войсковая часть (Полевая почта) 36669[1][2].

## История и боевой путь полка
439-й истребительный авиационный полк сформирован в период с 1 октября по 5 ноября 1941 года при 6-м запасном истребительном авиаполку Орловского военного округа на аэродроме Рассказово Тамбовской области по штату 015/174 на самолётах МиГ-3.
С 7 ноября 1941 года по 6 апреля 1942 года полк входил в состав 144-й истребительной авиадивизии ПВО Саратовско-Балашовского района ПВО, боевой работы не вёл. С 7 апреля 1942 года передан в состав 102-й истребительной авиадивизии ПВО Сталинградского района ПВО и приступил к боевой работе по прикрытию с воздуха военных объектов и города Сталинграда, имея в боевом составе 18 МиГ-3.
Первая известная воздушная победа полка в Отечественной войне одержана 25 мая 1942 года: старший лейтенант Козлов Н. А. в воздушном бою в районе города Морозовск таранным ударом сбил немецкий бомбардировщик Ju-88.
Наиболее напряжённую борьбу с авиацией противника в айоне Сталинграда полк вёл в июле и августе 1942 года, помимо задач ПВО привлекался также к разведке и штурмовке наземных целей в интересах армейского командования. 27 августа полк без матчасти перебазировался на аэродром Средняя Ахтуба, 5 сентября передал личный состав 2-й эскадрильи в 788-й иап и начал перебазирование из 102-й истребительной авиадивизии ПВО в 147-ю истребительную авиадивизию ПВО Рыбинско-Ярославского района ПВО.
Уже 22 сентября 1942 года полк приступил к боевой работе в составе 147-й истребительной авиадивизии ПВО на самолётах МиГ-3 и И-153. 25 сентября полк принял от 959-го иап 9 лётчиков и 8 МиГ-3. На 11 ноября 1942 года полк имел в боевом составе 9 самолётов МиГ-3 (1-я аэ) и 10 самолётов И-153 (2-я аэ).
29 июня 1943 года вместе со 147-й иад ПВО Рыбинско-Ярославского района ПВО вошёл в состав войск вновь образованного Западного фронта ПВО. 30 августа 1943 года переведён на штат 015/325 и пополнен самолётами Як-7б. 10 ноября 1943 года 1-я эскадрилья, подготовленная на Як-7б, убыла в состав 122-й истребительной авиадивизии ПВО. В апреле 1944 года в связи с реорганизацией войск ПВО страны в составе 147-й иад ПВО включён в 80-ю дивизию ПВО Северного фронта ПВО, который образован 29 марта 1944 года на базе Восточного и Западного фронтов ПВО.
17 мая 1944 года из 147-й иад ПВО передан в состав 148-й истребительной авиадивизии ПВО 4-го корпуса ПВО Северного фронта ПВО. Боевую работу вёл на самолётах Як-7б и «Харрикейн». В июле в составе 148-й иад ПВО вошёл в 84-ю дивизию ПВО Северного фронта ПВО. В сентябре 1944 года вместе со 148-й иад ПВО возвращён в 4-й корпус ПВО Северного фронта ПВО.
1 ноября 1944 года из 148-й иад ПВО передан в состав 144-й истребительной авиадивизии ПВО 4-го корпуса ПВО Северного фронта ПВО. Боевую работу вёл на Як-7б и Як-9. 24 декабря 1944 года вместе со 144-й иад ПВО 4-го корпуса ПВО включён в состав войск Западного фронта ПВО (2-го формирования), преобразованного из Северного фронта ПВО.
Всего за годы Великой Отечественной войны полком:
- Совершено боевых вылетов — 1004.
- Проведено воздушных боёв — 69.
- Сбито самолётов противника — 22, из них:
  - бомбардировщиков — 16;
  - истребителей — 3;
  - разведчиков — 1.
- Свои потери (боевые, только в составе 102 иад ПВО):
  - лётчиков — 5;
  - самолётов — 7.

Всего в составе действующей армии полк находился: с 7 апреля 1942 года по 9 мая 1945 года.

## Командиры полка
- капитан Кудрявцев Дмитрий Николаевич[1], 10.1941 — 07.01.1942
- майор Семёнов Степан Иванович[1], 26.03.1942 — 25.09.1942
- майор, подполковник Марченко Георгий Александрович[1], 31.10.1942 — 30.06.1944
- майор, подполковник Ткаченко Алексей Михайлович[1], 02.07.1944 — 26.07.1946

## Отличившиеся воины
- Козлов Николай Александрович, старший лейтенант, командир 2-й эскадрильи полка[4] . Удостоен звания Герой Советского Союза будучи командиром эскадрильи 788-го истребительного авиационного полка 102-й истребительной авиационной дивизии Сталинградского корпусного района ПВО Указом Президиума Верховного Совета СССР от 14 февраля 1943 года. Золотая Звезда № 702.
- Сытов Иван Никитович, гвардии лейтенант, лётчик полка в апреле — сентябре 1942 года. Удостоен звания Герой Советского Союза будучи заместителем командира эскадрильи 5-го гвардейского истребительного авиационного полка 207-й истребительной авиационной дивизии 3-го смешанного авиационного корпуса 17-й воздушной армии Указом Президиума Верховного Совета СССР от 8 сентября 1943 года. Золотая Звезда № 1094.

## Послевоенная история полка
После войны полк продолжал находиться в составе своей 144-й истребительной авиадивизии ПВО 4-го корпуса ПВО Западного фронта ПВО и базировался на аэродроме Барановичи с января 1945 года.
15 июня 1946 года получил новые самолёты Р-39 «Аэрокобра» и начал переучивание. 23 декабря 1949 года полк получил от 139-го гвардейского истребительного авиаполка 38 реактивных МиГ-9 и приступил к их освоению.
16 октября 1950 года на базе 2-й эскадрильи полка сформирован 23-й истребительный авиационный полк ПВО в составе 17-й истребительной авиадивизии ПВО 88-го истребительного авиационного корпуса ПВО 64-й воздушной истребительной армии ПВО.
24 октября 1950 года полк убыл вместе с дивизией в правительственную командировку в Мукден (КНР), где выполнял задачи ПВО и обучал китайских лётчиков полётам на самолётах МиГ-9. Ровно через год 24 октября 1951 года полк вместе с дивизией прибыл из правительственной командировки в Китае в состав 26-й воздушной армии Белорусского военного округа на аэродром Зябровка Гомельской области.
Через неделю, 2 ноября 1951 года, полк вместе с дивизией вошёл в 50-ю воздушную армию дальней авиации как полк сопровождения. По прибытии на новое место базирования полк получил новую технику — МиГ-15 и приступил к её освоению. С 1955 года полк начал осваивать новый самолёт — МиГ-17.
10 июля 1957 года полк вместе со 144-й иад передан из 50-й воздушной армии дальней авиации обратно в 26-ю воздушную армию Белорусского военного округа. Весь этот период полк базировался на своём аэродроме Зябровка Гомельской области.
Директивой Министра обороны СССР № орг/4/23062 от 15.01.1958 года и директивой ГК ВВС № 304681 от 29.01.1958 года полк расформирован вместе со 144-й истребительной авиадивизией в 26-я воздушной армии Белорусского военного округа на аэродроме Зябровка Гомельской области.

## Лётчики-асы полка
| Фамилия, имя отчество        | Награды | Сбито самолётов (+ в группе) | Примечание |
| ---------------------------- | ------- | ---------------------------- | --- |
| Козлов Николай Александрович |         | 16 + 3                       | Командир 2-й эскадрильи полка: март — июнь 1942 года. Боевых вылетов: 620; воздушных боёв: 130. 2 самолёта противника сбиты таранным ударом. Умер 11 июля 2005 г. |
| Митенков Михаил Михайлович   |         | 6 + 3                        | Лётчик полка: июнь 1944 — май 1945. |
| Сытов Иван Никитович         |         | 25 + 3                       | Лётчик полка: апрель — сентябрь 1942. Боевых вылетов: более 250; воздушных боёв: около 100. Погиб 16 октября 1943 г. Сбит в воздушном бою.                        |